# Datas Tag
Datas Tag (Originaltitel: Data's Day) ist die elfte Folge der vierten Staffel der US-amerikanischen Science-Fiction-Fernsehserie Raumschiff Enterprise – Das nächste Jahrhundert. Sie wurde in den Vereinigten Staaten über Syndication vermarktet und erstmals am 7. Januar 1991 auf verschiedenen Fernsehsendern ausgestrahlt. In Deutschland war sie zum ersten Mal am 3. März 1994 in einer synchronisierten Fassung auf Sat.1 zu sehen.

## Handlung
Im Jahr 2367 bei Sternzeit 44390.1 beschließt der zweite Offizier der Enterprise, der Android Data, einen typischen Tagesverlauf an Bord des Schiffes detailliert aufzuzeichnen. Diese Aufzeichnung will er dem Kybernetiker Bruce Maddox zukommen lassen, der Datas Funktionsweise erforschen möchte.
Der Tag beginnt, als Data das Kommando der Brücke an den ersten Offizier Will Riker übergibt. Er erstattet Riker Bericht über verschiedene Dinge, darunter eine bevorstehende Geburt. Außerdem hat die Enterprise den Rendezvouspunkt erreicht, an dem sie sich mit der Zhukov treffen soll, die die vulkanische Botschafterin T’Pel transportiert. Auf Data wartet nun eine wichtige Aufgabe: Transporterchief Miles O’Brien und die Botanikerin Keiko Ishikawa wollen heiraten und er soll dabei die Rolle des Brautvaters übernehmen. Keiko bekommt jedoch kurzfristig kalte Füße und will die Hochzeit absagen. Data hat gewisse Probleme damit, dem Bräutigam diese Nachricht angemessen mitzuteilen.
Kurz darauf trifft die Zhukov ein und T’Pel beamt an Bord. Nach ihrem Empfang zieht sie sich sofort mit Captain Picard zu einem vertraulichen Gespräch zurück. Data sucht seinen besten Freund, den Chefingenieur Geordi La Forge auf. Der lässt sich gerade frisieren, denn er ist zuversichtlich, dass die Hochzeit doch noch stattfindet, ebenso wie Sicherheitschef Worf, der nach einem passenden Geschenk sucht. Im Gespräch mit Worf wird Data klar, dass auf Hochzeiten getanzt wird – eine Fähigkeit, die er noch nicht beherrscht. Er bringt in Erfahrung, dass Schiffsärztin Beverly Crusher eine preisgekrönte Stepptänzerin ist. Crusher ist gerade mit der Untersuchung der werdenden Mutter, Lieutenant Juarez, beschäftigt, doch sie verspricht Data, ihn zu unterrichten.
Zunächst aber wird er von Captain Picard gebeten, eine taktische Analyse über die Situation entlang der romulanischen neutralen Zone zu erstellen. Im Beisein von T’Pel trägt er seine Ergebnisse vor. Die Botschafterin besteht darauf, dass ihre Mission wie geplant fortgesetzt werden soll.
Nachdem Data seine Katze Spot gefüttert hat, erhält er Besuch von Miles O’Brien, der über die Absage der Hochzeit sehr betrübt ist und ihn bittet, mit Keiko zu reden. Datas Ansicht nach hat sie die Situation nicht gründlich genug analysiert, denn entgegen ihrer Annahme scheinen sie und Miles durch die abgesagte Hochzeit nicht glücklicher zu sein. Keiko will seinen Rat jedoch nicht annehmen und Schiffsberaterin Deanna Troi muss Data erklären, dass dies ein Problem ist, mit dem das Paar allein fertig werden muss.
T’Pel bittet Data in ihr Quartier und verlangt von ihm Informationen über die Stärke der Deflektorschilde der Enterprise. Da es sich hierbei um sensible Informationen handelt, kann ihr Data trotz eines gültigen Sicherheitscodes keine Auskunft geben. T’Pel meint, der eigentliche Zweck dieses Gesprächs sei es lediglich gewesen, die Zuverlässigkeit der Sicherheitsprotokolle des Schiffs zu testen. Data findet die Unterredung seltsam und fragt sich, ob er gegenüber der Botschafterin misstrauisch sein sollte.
Auf dem Holodeck trifft er sich nun mit Dr. Crusher, die ihm sehr schnell das Steppen beibringt. Als ihr jedoch klar wird, dass Data auf der Hochzeit tanzen möchte, muss sie ihm erklären, dass Stepptanz dafür ungeeignet ist, und sie bringt ihm stattdessen Paartanz bei. Als er auch diesen schließlich beherrscht, tritt er seinen Dienst auf der Brücke an. Nach kurzer Zeit nähert sich ein romulanisches Kriegsschiff. Dessen Kommandant Admiral Mendak ruft die Enterprise. T’Pel möchte trotz Picards Bedenken zu Verhandlungen allein auf das romulanische Schiff beamen. Im Transporterraum kommt es jedoch zu einer unerwarteten Fehlfunktion. Während des Beamvorgangs verliert O’Brien plötzlich das Muster der Botschafterin und es scheint, als sei sie tot. Mendak beschuldigt Picard, diesen Vorfall inszeniert zu haben, da die Föderation in Wirklichkeit gar nicht an Verhandlungen mit den Romulanern interessiert sei. Ohne weitere Erklärungen abzuwarten, dreht er mit seinem Schiff ab.
Die Analyse des Transporterraums der Enterprise bleibt ergebnislos. Erst als Data Dr. Crusher bittet, die DNA der wenigen verbliebenen Überreste von T’Pel zu untersuchen, ergibt sich eine Spur: Dr. Crusher stellt kleinere Abweichungen gegenüber früheren Aufzeichnungen fest. Sie vermutet, dass es sich um künstlich repliziertes Material handelt. Somit ergibt sich der starke Verdacht, dass T’Pel während des Beamvorgangs von einem romulanischen Transporterstrahl abgefangen wurde. Zugleich wurden gefälschte Überreste platziert, um ihren Tod vorzutäuschen. Captain Picard geht von einer Entführung der Botschafterin aus und lässt einen Verfolgungskurs auf das romulanische Schiff setzen. Als die beiden Schiffe wieder zusammentreffen, verlangt Mendak die sofortige Umkehr der Enterprise. Ein zweites Kriegsschiff enttarnt sich und verleiht seiner Forderung Nachdruck. Picard ist jedoch fest entschlossen, T’Pel zu befreien, und baut darauf, dass Mendak nicht bereit ist, einen Krieg zu beginnen. Tatsächlich gibt Mendak nach und lässt T’Pel zu sich kommen. Picard muss allerdings feststellen, dass sie keineswegs entführt wurde. In Wirklichkeit ist T’Pel eine romulanische Agentin namens Selok, die die Föderation jahrelang ausspioniert hatte und jetzt nach Hause geholt wurde. Nach dieser Enthüllung lässt Picard schließlich Kurs zurück in den Föderationsraum setzen, da sich zudem noch drei weitere romulanische Kriegsschiffe nähern.
Keiko Ishikawa hat sich unterdessen besonnen und will Miles O’Brien nun doch heiraten. Picard vollzieht die Trauung und Data hat die Gelegenheit, zu tanzen. Nach der Feier trifft Data in der Krankenstation auf Picard, der Lieutenant Juarez’ Baby betrachtet, das genau in dem Moment geboren wurde, als der Enterprise die Vernichtung durch die Romulaner drohte. Anschließend begibt sich Data zur Brücke, wo er wieder das Kommando während der Nachtschicht übernimmt.

## Verbindungen zu anderen Star-Trek-Produktionen
In Datas Tag wird auf einige frühere Star-Trek-Produktionen Bezug genommen:
- Picards Rede bei der Hochzeitszeremonie der O’Briens entspricht nahezu wörtlich der Rede von Captain James T. Kirk bei der Hochzeit zweier Besatzungsmitglieder in der Folge Spock unter Verdacht der Originalserie Raumschiff Enterprise aus dem Jahr 1966.
- Data verfasst hier einen Brief an Bruce Maddox. Die beiden hatten sich in Folge 2.09 (Wem gehört Data?) von Raumschiff Enterprise – Das nächste Jahrhundert aus dem Jahr 1989 erstmals persönlich kennengelernt. Maddox strengte dort eine Gerichtsverhandlung an, durch die Data die Rechte als fühlendes Wesen aberkannt werden sollten. Er wollte damit erreichen, dass Data ihm als Forschungsobjekt überstellt wird. Data ist Maddox gegenüber nicht nachtragend und unterstützt dessen Forschung durch den Briefkontakt auf seine eigene Weise.

Einige Elemente aus dieser Folge wurden in mehreren späteren Star-Trek-Produktionen wieder aufgegriffen:
- Keiko O’Brien hat hier ihren ersten Auftritt. Sie wurde zu einer wiederkehrenden Nebenfigur in Raumschiff Enterprise – Das nächste Jahrhundert und Star Trek: Deep Space Nine. Im Verlauf dieser beiden Serien bekommen Miles und Keiko O’Brien zwei Kinder.
- Datas Katze Spot hat hier ihren ersten von zahlreichen Auftritten in der Serie.
- Der Zwischenfall mit der Spionin T’Pel/Selok wird in Folge 4.21 (Das Standgericht) von Raumschiff Enterprise – Das nächste Jahrhundert aus dem Jahr 1991 noch einmal erwähnt.
- Dr. Crushers Leidenschaft fürs Tanzen und ihre Lektion für Data werden in mehreren weiteren Folgen von Raumschiff Enterprise – Das nächste Jahrhundert, Star Trek: Picard und Star Trek: Lower Decks erwähnt.
- In dieser Folge ist erstmals zu sehen, dass auf Sternenflottenraumschiffen durch gedimmtes Licht ein Tag-Nacht-Rhythmus simuliert wird. Dies wurde später in mehreren Folgen verschiedener Serien wieder aufgegriffen.

## Produktion

### Drehbuch
Die Idee zu einer Folge, die sich um einen typischen Tagesablauf auf der Enterprise dreht, wurde bereits während der Produktion der dritten Staffel von Harold Apter geäußert. Zunächst war unklar, aus wessen Perspektive sie erzählt werden sollte. Schließlich entschied man sich für Data, der er als einziger 24 Stunden am Tag wach ist. Auch die Idee einer Hochzeit wurde vom Autorenteam schon länger diskutiert. Da man keine der Hauptfiguren und auch keine nur einmalig auftretende Figur verheiraten wollte, fiel die Wahl schließlich auf die regelmäßig auftretende Nebenfigur Miles O’Brien. Der Handlungsstrang um die Romulaner wurde auf Drängen von Produzent Rick Berman eingebaut.
Ronald D. Moore nahm einige größere Änderungen an Apters Drehbuchentwurf vor. Unter anderem änderte er die Tanzszene auf dem Holodeck. Im ursprünglichen Entwurf hätte Data dort einen weißen Anzug tragen und John Travoltas berühmte Tanzeinlage aus Saturday Night Fever nachstellen sollen.

### Darsteller
Rosalind Chao hat hier ihren ersten Auftritt als Keiko O’Brien. Sie spielte die Figur in insgesamt acht Folgen von Raumschiff Enterprise – Das nächste Jahrhundert und 19 Folgen von Star Trek: Deep Space Nine.
Alan Scarfe, Darsteller von Admiral Mendak, spielte in Folge 6.17 (Der Moment der Erkenntnis, Teil II) noch einen weiteren Romulaner namens Tokath. In Folge 2.12 (Die Resistance) von Star Trek: Raumschiff Voyager spielte er Augris.

### Kulissen
In dieser Folge tauchen gleich mehrere Räume auf der Enterprise zum ersten Mal auf: das Arboretum, der Friseursalon, die Kinderkrippe und das Replikationszentrum. Für letzteres wurde die umgebaute Kulisse der Kampfbrücke der Enterprise verwendet.

## Rezeption
Keith DeCandido bewertete Datas Tag 2012 auf tor.com als eine gute Folge von Raumschiff Enterprise – Das nächste Jahrhundert. Ihm gefiel die Idee, durch die Augen von Data einen typischen Tag auf der Enterprise zu erleben. So würde dem Zuschauer bewusst, dass die Schiffsbesatzung tatsächlich eine große Gemeinschaft ist. Allerdings fand er die Handlung mit einer Hochzeit, einer Geburt und dem Besuch einer Botschafterin für einen „typischen“ Tag etwas überfrachtet. DeCandido lobte die Einführung von Rosalind Chao als Keiko O’Brien und die grandiose Holodeckszene, in der Dr. Crusher Data das Tanzen beibringt. Den Handlungsstrang um T’Pel/Selok fand er hingegen langweilig und die Figur würde von Sierra Pecheur auch nicht gut gespielt.
Scott Thill bewertete Datas Tag 2012 auf wired.com als eine der besten Folgen von Raumschiff Enterprise – Das nächste Jahrhundert.
Nigel Mitchell führte Datas Tag 2017 auf thoughtco.com in einer Liste der zehn besten Folgen von Raumschiff Enterprise – Das nächste Jahrhundert auf Platz 7.
Kayleena Pierce-Bohen führte Datas Tag 2019 auf screenrant.com in einer Liste der zehn lustigsten Folgen von Raumschiff Enterprise – Das nächste Jahrhundert auf Platz 7.
Jeremy Lacey erstellte 2021 für cinemablend.com eine Liste der 20 besten Folgen von Raumschiff Enterprise – Das nächste Jahrhundert. Datas Tag landete dabei auf Platz 9.